# Międzynarodowy Dzień Teatru
Międzynarodowy Dzień Teatru – święto uchwalone w 1961 roku, na pamiątkę otwarcia Teatru Narodów w Paryżu, które miało miejsce 27 marca 1957 roku.

## Historia
Dzień Teatru ustanowiono w czerwcu 1961 roku podczas 9. światowego kongresu Międzynarodowego Instytutu Teatralnego (International Theatre Institute – ITI) w Helsinkach (działającego pod auspicjami UNESCO). Jego ustanowienie zaproponował Arvi Kivimaa, prezydent Fińskiego Instytutu ITI. Dzień obchodów ustalono na 27 marca, w rocznicę otwarcia Teatru Narodów (Theatre of Nations) w Paryżu. Od tego czasu Dzień Teatru jest obchodzony corocznie przez ponad sto narodowych ośrodków ITI na całym świecie.

## Obchody
Obchody Światowych Dni Teatru mają na celu realizacje statutowych zobowiązań ITI. W statucie czytamy m.in.: „ITI powstało w celu promocji i międzynarodowej wymiany informacji na temat teatru, pobudzenia kreacji i zwiększenia współpracy ludzi teatru; uświadomienia opinii publicznej wagi sztuki i artystycznej kreacji w życiu codziennym, w celu wzmocnienia przyjaźni i więzi międzyludzkich.”
27 marca, co roku, rozsyłana jest wiadomość, tłumaczona na ponad 20 języków, od wybitnego człowieka teatru zawierająca jego przemyślenia na temat teatru i światowej harmonii. Pierwszą taką wiadomość wysłał w 1962 roku Jean Cocteau. Tego dnia odbywają się specjalne spotkania, sympozja, przedstawienia teatralne itp. poświęcone znaczeniu i problemom teatru. W 2007 roku główne obchody Światowego Dnia Teatru odbyły się w paryskiej siedzibie UNESCO.

### Obchody w Polsce
W latach 1973–2001 święto (jako Dzień Teatru) miało charakter zorganizowanych obchodów uregulowanych centralnie. Obchody w roku 1973 zorganizowano 27 maja, w latach kolejnych święto obchodzono 27 marca.
Od 1983 z okazji tego święta Zarząd oraz Sekcja Krytyków Teatralnych Polskiego Ośrodka Międzynarodowego Instytutu Teatralnego przyznaje rokrocznie Nagrodę Sekcji Krytyków Teatralnych PO ITI. Jej laureatami są między innymi Tadeusz Kantor, Józef Szajna, Krystian Lupa i Krzysztof Warlikowski, który w 2015 roku był autorem orędzia z okazji Międzynarodowego Dnia Teatru.
49. obchody w 2010 odbyły się pod hasłem „Teatr źródłem rozrywki i natchnienia”.
Do obchodów Międzynarodowego Dnia Teatru włączyły się m.in.
- Teatr Lalek Pleciuga w Szczecinie
- Teatr Polski w Szczecinie
- Bałtycki Teatr Dramatyczny im. Juliusza Słowackiego w Koszalinie
- Stary Teatr im. Heleny Modrzejewskiej w Krakowie
- Teatr Nowy w Łodzi
- Teatr Studio w Warszawie
- Teatr Laboratorium w Opolu
- Teatr Elipsa w Policach
- Teatr im. Adama Mickiewicza w Częstochowie
- Teatr K3 w Białymstoku
- Muzeum Miejskie Wrocławia
- Teatr im. Juliusza Osterwy w Gorzowie Wielkopolskim